# Symphyotrichum fendleri
Symphyotrichum fendleri là một loài thực vật có hoa trong họ Cúc. Loài này được (A.Gray) G.L.Nesom miêu tả khoa học đầu tiên.